# Trio número 39 (Haydn)
El trio per a piano, violí i violoncel, número 39 de Joseph Haydn en sol major, Hob. XV/25 data de 1795. Potser és el trio de Haydn més conegut de tots i a vegades es coneix amb el sobrenom de "zíngar" o "Trio del rondó zíngar" atès que el rondó final és en "estil hongarès", segons la indicació de tempo del mateix compositor.
Consta de tres moviments:
1. Andante
2. Poco adagio, cantabile
3. Rondo a l'Ongarese: Presto

L'obra va ser publicada per l'editor anglès Longman and Broderin amb el número d'opus 73 (que avui quasi no s'utilitza). Tant aquest com els altres dos trios de l'opus 73, Haydn els va dedicar a la seva amiga Rebecca Schroeter.